# Uzein
Uzein är en kommun i departementet Pyrénées-Atlantiques i regionen Nouvelle-Aquitaine i sydvästra Frankrike. Kommunen ligger i kantonen Lescar som tillhör arrondissementet Pau. År 2022 hade Uzein 1 320 invånare.

## Befolkningsutveckling
Antalet invånare i kommunen Uzein
| Referens: INSEE |